# Затока Вісмара
53°57′ пн. ш. 11°27′ сх. д. / 53.95° пн. ш. 11.45° сх. д.
Вісмарська затока дуже добре захищена затока в південно-західній частині Балтийського моря, на землі Мекленбург-Передня Померанія, в Німеччині. Вона одна з найкращих природніх гаваней на Балтійському морі і служила місцем для багатьох морських кораблів, а тепер її глибина 5 метрів стала мілкою для сучасних кораблів. Сьогодні затока являється предметом дослідження підводної археології. У Вісмарській затоці є ділянки, які являються бухтами, кожна з них відділена від других мисом і широким каналом. Кінці мисів вирівняні і простягаються на майже 20 км і закінчуються вздовж каналу, біля якого знаходяться ще інші затоки: Больтенхаген, Воленбергер, Эггерс. Канал Брайтлінг між островом Поель і материком тоже рахується частиною затоки, яка на своїй північній частині являється берегом острова. Від західного мису до східного берега внутрішня затока досягає 20 км. Якірна стоянка захищена і має ромбічну форму на острові Пул, приблизно 5 км на південь від якорної стоянки і звужується до 3 км. Основні води затоки розташовані біля острова Поель, який знаходиться в затоці Вісмара. Північна сторона острова розташована на заході до мису Гросклютцхйовед, північніше від села Клютц. Основний порт Вісмар знаходиться на відстані 30 км від міста Шверін. 